# 雲峰
雲峰是台灣中央山脈南段的知名高山，標高3,564公尺（3563.757公尺），台灣百岳排名第19、九峨之一，設有二等三角點編號1684、三等衛星點MZ82，位於高雄市桃源區梅山里東部，東方偏北距花蓮縣卓溪鄉邊界約1.3公里，玉山國家公園核心資源保護區西南側。雲峰在中央山脈南段主脊往西南轉西岔出的支脈上約1.5公里處，主脊南方連接南雙頭山、三叉山、向陽山，北邊連接轆轆山、塔芬山、達芬尖山，西側支稜續往西連接玉穗山。